# Biljana Borzan
Biljana Borzan, rođena Čupurdija, (Osijek, 29. studenoga 1971.), hrvatska političarka i liječnica. Zastupnica je u Europskom parlamentu od 2013. godine, izabrana na izborima 2013., 2014. i 2019. godine.
Članica je Socijaldemokratske partije (SDP). Godine 2019. izabrana je za potpredsjednicu Progresivnog saveza socijalista i demokrata u Europskom parlamentu.

## Rani život
Rođena je u Osijeku, 29. studenoga 1971. godine. Tamo završava osnovnu školu, kao i srednju školu (Centar za usmjereno obrazovanje "Braća Ribar", smjer suradnik u kulturno-znanstvenim ustanovama). Dislocirani studij medicine pri Medicinskom fakultetu Sveučilišta u Zagrebu također završava u Osijeku, te se 1997. godine zapošljava u Domu zdravlja Osijek, gdje specijalizira medicinu rada i sporta. U Domu zdravlja radi do 2007. godine.

## Početak političke karijere
Postaje članica SDP-a 1999. godine, jer nije bila zadovoljna "razinom demokracije, tolerancije i pravde nakon vladavine Franje Tuđmana". U Gradski odbor SDP-a Osijek izabrana je 2000. godine, a godinu dana kasnije postaje potpredsjednica Foruma žena gradske organizacije. Od 2001. godine vijećnica je u osječkome Gradskom vijeću. Od rujna 2004. do svibnja 2005. godine predsjedava Vijećem. Od 2004. do 2008. obnaša dužnost potpredsjednice Glavnog odbora SDP-a. Predsjednica je Gradske organizacije SDP-a Osijek od 2005. godine, a članica Županijskog odbora SDP-a od 2006. godine.  Na 11. Konvenciji SDP-a 2008. godine izabrana je za članicu Predsjedništva stranke. U isto tijelo reizabrana je na sljedeće tri nacionalne konvencije SDP-a, zaključno s onom 2016. godine. 
Bila je kandidatkinja SDP-a za gradonačelnicu Osijeka na izborima 2005., 2007. te 2008. godine.
Na izborima 2007. godine izabrana je za zastupnicu u Hrvatskom saboru čija je članica do 2013. godine. Od 2011. pa do izbora u Europski parlament obnaša dužnost predsjednice Odbora za zdravstvo i socijalnu politiku. U travnju 2012. imenovana je za promatračicu Sabora u Europskom parlamentu.

## Europski parlament (2013. - danas)
Na prvim izborima za Europski parlament 2013. je izabrana za jednu od prvih 12 hrvatskih članova. Na izborima 2014. ponovno je izabrana među 11 hrvatskih zastupnika u Europskom parlamentu. Bila je članica Odbora za okoliš, javno zdravstvo i sigurnost hrane, članica Izaslanstva za odnose s Makedonijom. Zamjenska članica Odbora za unutarnje tržište i sigurnost potrošača, Odbora za ženska prava i ravnopravnost spolova, te Izaslanstva za odnose s Crnom Gorom. U listopadu 2016. imenovana je predstavnicom Europskog parlamenta za odnose s Europskom agencijom za lijekove (EMA).
The Parliament Magazine je 2018. godine Borzan proglasio najistaknutijom eurozastupnicom u području borbe za prava žena i ravnopravnost spolova.
Na izborima za Europski parlament u svibnju 2019. izabrana je s najvećim brojem glasova (64.736) s liste SDP-a. U lipnju 2019. izabrana je za potpredsjednicu Progresivnog saveza socijalista i demokrata u Europskom parlamentu, te voditeljicu delegacije SDP-a u Europskom parlamentu. Njen potpredsjednički portfelj je "Nova ekonomija koja radi za ljude", koja uključuje Odbor za unutarnje tržište i zaštitu potrošača, Odbor za ekonomska i monetarna pitanja, te Odbor za međunarodnu trgovinu. Borzan je imenovana članicom parlamentarnog Odbora za jedinstveno tržište i zaštitu potrošača, te zamjenskom članicom Odbora za okoliš, javno zdravlje i sigurnost hrane. Članica je parlamentarnih delegacija za odnose sa zemljama Južne Azije te Sjevernom Makedonijom.

#### Različita kvaliteta proizvoda na istoku i zapadu EU
Od početka svog djelovanja u Europskom parlamentu Biljana Borzan je žestoka zagovornica izjednačavanja kvalitete proizvoda na istoku i zapadu Europske unije. U suradnji s Hrvatskom agencijom za hranu, napravila je prvo istraživanje za hrvatsko i njemačko tržište „Jedna Unija- jedna kvaliteta“ i dokazala da je kvaliteta proizvoda u Hrvatskoj niža nego u Njemačkoj, a da su proizvodi nerijetko i skuplji. To je bilo prvo istraživanje u Europi koje je usporedilo i neprehrambene proizvode. Nakon istraživanja HIPP je objavio da povlači proizvode niže kvalitete s hrvatskog tržišta. Borzan je rezultate proslijedila i predsjedniku Europske komisije, Jean-Claude Junckeru, koji je u godišnjem govoru o stanju EU najavio novi zakon za borbu protiv tog problema. Borzan je u međuvremenu postala Izvjestiteljica Europskog parlamenta za kvalitetu proizvoda u području hrane.

#### Povećanje doniranja i smanjenje bacanja hrane u EU
Godišnje se u EU baci preko 88 milijuna tona hrane, a u isto vrijeme gotovo četvrtina građana unije je u riziku od siromaštva. Europski parlament imenovao je 2016. Biljanu Borzan za glavnu izvjestiteljicu za Izvješće o inicijativi za učinkovitu uporabu resursa: smanjenje rasipanja hrane, poboljšanje sigurnosti hrane.  Izvještaj je izglasan u Europskom parlamentu u svibnju 2017. i sadrži političke i praktične mjere za smanjenje bacanja i povećanje doniranja hrane duž cijelog proizvodno-prodajno-potrošačkog lanca. Od mjera iz izvještaja Europska komisija je izradila smjernice za doniranje hrane, gdje po prvi put na jednom mjestu objedinjuju upute i savjete kako urediti sustave doniranja hrane, a da se pritom poštuju svi EU propisi i ne ugrožava sigurnost hrane, te zdravlje primatelja donacija. Nadalje, Komisija je objavila studiju o utjecaju oznaka rokova trajnosti na bacanje hrane u EU koje je pokazalo da se oko 9 milijuna tona hrane godišnje baci u EU iz razloga povezanih s oznakama trajnosti prehrambenih proizvoda. Borzan je, zajedno s platformom Mreža hrane, organizatorica dodjele priznanja „Najdonator“, namijenjenog tvrtkama u kategorijama trgovaca i proizvođača hrane koji su donirali najviše hrane u Hrvatskoj. 

#### Digitalno tržište
Borzan je bila Izvjestiteljica Europskog parlamenta za prekograničnu dostavu paketa u Odboru za unutarnje tržište i zaštitu potrošača. Cilj uredbe je niža cijena dostave i veća transparentnost tržišta. U pregovorima koji su trajali dvije godine, Borzan se izborila za ukidanje diskriminacije i umjetno visokih cijena za potrošače iz manjih država članica EU. Borzan je amandmane o dostavi uvrstila i u Direktivu o geoblockingu odnosno diskriminaciji prema mjestu prebivališta, gdje se također založila za jednake uvjete pri online kupovini za kupce iz svih članica EU. Tako od prosinca 2018. svi trgovci u EU moraju svim kupcima omogućiti da po jednakim cijenama i jednakoj ponudi kupuju bilo gdje iz EU. Borzan je također radila i na Uredbi o prekograničnom prijenosu sadržaja, te Direktivi o digitalnim ugovorima.

#### Regulativa o medicinskimin vitrouređajima
Borzan je 2014. imenovana kao predstavnica Grupe socijalista i demokrata u pregovaračkom timu Europskog parlamenta za pregovore s Europskim vijećem i Europskom komisijom oko donošenja izmjena i dopuna regulativa o medicinskim i in vitro medicinskim uređajima. Radi se u čitavom spektru uređaja od onih za kućnu upotrebu poput flastera, testova na trudnoću i optičkih leća, do složenih poput rentgena, pacemakera, silikonskih implantanata, umjetnih kukova i testova na HIV. Izmjene regulativa su pokrenute radi skandala s PIP implantatima za grudi punjenim industrijskim silikonom, te otrovnim umjetnim kukovima. Nova pravila su donesena 2017. i uključuju niz mjera kojima je cilj povećati sigurnost pacijenata, pojačati inspekcijski nadzor i olakšati obeštećenje oštećenih korisnika.

#### Jeftiniji međunarodni pozivi
U Uredbu o europskom elektroničkom komunikacijskom kodu Borzan je ugradila amandmane o smanjenju cijena međunarodnih poziva. Nakon inter-institucionalnih pregovora na razini EU, na osnovi njenih prijedloga, odlučeno je da će maksimalna cijena međunarodnih poziva u EU biti 19 centi /min od svibnja 2019.

#### Direktiva o mogućnosti zabrane uzgojaGMO
U 2015. donesene su izmjene i dopune EU direktive 2015/412 o uzgoju GMO-a koja je državama članicama EU dala mogućnost da na svom teritoriju ograniče ili zabrane uzgoj tih kultura. Borzan je putem amandmana u tekst zakona ugradila tzv. „standstill“ mehanizam koji, u razdoblju od predlaganja nacionalnih mjera zabrane do stupanja njihovog na snagu, zabranjuje sve aktivnosti vezane uz sijanje GMO kultura.

#### Programirano kvarenje uređaja
Problem programiranog kvarenja uređaja, odnosno ugrađenih kvarova u elektronske uređaje, Borzan je pokušala riješiti stavljanjem amandmana na Izvješće o duljem trajanju uređaja. Zalaže se za zabranu programiranog kvarenja, zabranu neodvojive ugradnje vitalnih dijelova,  veću dostupnost rezervnih dijelova na tržištu te uvođenje oznake minimalnog trajanja uređaja.

#### Europske oznake porijekla za nepoljoprivredne proizvode
Tijekom mandata u Europskom parlamentu Borzan se zauzimala i za uvođenje oznake zaštićenih zemljopisnog porijekla i za nepoljoprivredne proizvode poput bračkog kamena ili paške čipke. Sudjelovala je u izradi Izvješća Europskog parlamenta o zaštiti takvih proizvoda. U nekoliko navrata organizirala je prezentacije hrvatskih tradicionalnih poljoprivrednih i nepoljoprivrednih proizvoda u Europskom parlamentu. 

#### Prava žena
Biljana Borzan je Izvjestiteljica Europskog parlamenta za prva žena na Zapadnom Balkanu. U Izvješću razmatra ekonomski položaj žena na Balkanu, zaštitu žena od nasilja, ulogu žena u društvu i specifičnosti za regiju. Borzan je bila Izvjestiteljica za godišnje izvješće o demokraciji i ljudskim pravima u svijetu te za Izvješče o pravima žena u zemljama Istočnog partnerstva. Borzan je početkom mandata skupila oko 400 potpisa europarlamentaraca za Pisanu deklaraciju o proglašenju 2017. godine godinom borbe protiv nasilja nad ženama.  Europska komisija je po deklaraciji odredila 2017. godinom projekata za borbu protiv nasilja nad ženama s budžetom od 4 milijuna eura. Kao Izvjestiteljica za Grupu socijalista i demokrata radila je na Izvješću o vanjskim čimbenicima koji otežavaju žensko poduzetništvo u Europi, te na Mišljenju o strateškom okviru EU-a o zdravlju i sigurnosti na radu 2014. – 2020.  Također, bila je izvjestiteljica za provedbu Europske strategije za osobe s invaliditetom iz perspektive ravnopravnosti spolova, te za Izvještaj o ženama koje boluju od raka.

## Privatni život
Biljana Borzan je udana za gastroenterologa Vladimira Borzana, koga je upoznala u srednjoj školi. Ima dva sina. Kada ne radi u Bruxellesu ili Strasbourgu, živi u Osijeku. 

## Vanjske poveznice
- Profil na službenoj stranici Hrvatskog sabora  Arhivirana inačica izvorne stranice od 20. prosinca 2013. (Wayback Machine)
- Profil na službenoj stranici Europskog parlamenta
- nagrade MEP